# XVIII wiek w informatyce
Kalendarium informatyczne lat 1701–1800
- 1709 – Giovanni Poleni skonstruował oryginalną maszynę liczącą[1].
- 1725 – Basile Bouchon opracował taśmę perforowaną[2].
- 1732 – francuski uczony Jacques de Vaucanson skonstruował swój pierwszy automat[3].
- 1733 – francuski mechanik o imieniu Maillard zaprezentował Francuskiej Akademii Nauk automat naśladujący ruchy łabędzia[3].
- 1738 – Jacques de Vaucanson skonstruował automat naśladujący ruchy kaczki oraz zaprezentował automat naśladujący flecistę[3].
- 1741 – Jacques de Vaucanson rozpoczął prace nad zbudowaniem automatu naśladującego prace żywego organizmu. Pomysł nie został zrealizowany[3].
- 1742 – Jacques de Vaucanson rozpoczął pracę nad automatyzacją zakładów tkackich we Francji[3].
- 1745–1750 – Jacques de Vaucanson skonstruował pierwsze na świecie zautomatyzowane krosno[3].
- 1762 – Jacques de Vaucanson rozpoczął pracę nad maszyną symulującą krążenie krwi. Projekt nie został zrealizowany[3].
- 1770 – niemiecki wynalazca Philipp Matthäus Hahn rozpoczął pracę nad swoją maszyną liczącą[4].
- 1775 – Charles Stanhope skonstruował swoją pierwszą maszynę liczącą. Następne maszyny skontruował w latach 1777 i 1780[5].
- 1786 – J. H. Müller zaprojektował maszynę różnicową do obliczania wartości wielomianów. Z powodu braku funduszy maszyna nie została zbudowana[6].